# Randall (Iowa)
Randall és una població dels Estats Units a l'estat d'Iowa. Segons el cens del 2000 tenia 148 habitants.

## Demografia
Segons el cens del 2000, Randall tenia 148 habitants, 68 habitatges, i 45 famílies. La densitat de població era de 124,2 habitants/km².
Dels 68 habitatges en un 27,9% hi vivien nens de menys de 18 anys, en un 55,9% hi vivien parelles casades, en un 8,8% dones solteres, i en un 33,8% no eren unitats familiars. En el 32,4% dels habitatges hi vivien persones soles el 13,2% de les quals corresponia a persones de 65 anys o més que vivien soles. El nombre mitjà de persones vivint en cada habitatge era de 2,18 i el nombre mitjà de persones que vivien en cada família era de 2,76.
Per edats la població es repartia de la següent manera: un 24,3% tenia menys de 18 anys, un 7,4% entre 18 i 24, un 29,7% entre 25 i 44, un 25% de 45 a 60 i un 13,5% 65 anys o més.
L'edat mediana era de 38 anys. Per cada 100 dones de 18 o més anys hi havia 86,7 homes.
La renda mediana per habitatge era de 30.750 $ i la renda mediana per família de 40.875 $. Els homes tenien una renda mediana de 27.500 $ mentre que les dones 22.500 $. La renda per capita de la població era de 20.991 $. Entorn del 4,4% de les famílies i el 6,4% de la població estaven per davall del llindar de pobresa.

## Poblacions més properes
El següent diagrama mostra les poblacions més properes.